# Ann Marie Buerkle
Ann Marie Buerkle (ur. 8 maja 1951) – amerykańska polityk, członkini Partii Republikańskiej. W latach 2011–2013 zasiadała w Izbie Reprezentantów (25 okręg stanu Nowy Jork).